# Mount Herr
Mount Herr ist ein 1730 m hoher Berg im westantarktischen Marie-Byrd-Land. In den Tapley Mountains ragt er 8 km nordwestlich des Mount Gould auf.
Das Advisory Committee on Antarctic Names benannte ihn 1967 nach Leutnant Arthur L. Herr Jr. (1932–2011) von der United States Navy, Pilot der Flugstaffel VX-6 auf der McMurdo-Station in den antarktischen Sommermonaten zwischen 1962 und 1963 sowie von 1963 bis 1964.